# Tavastehus ekonomiska region
Tavastehus ekonomiska region (finska: Hämeenlinnan seutukunta) är en av ekonomiska regionerna i landskapet Egentliga Tavastland i Finland. 
Folkmängden i Tavastehus ekonomiska region uppgick den 1 januari 2013 till 94 138 invånare, regionens  totala areal utgjordes av 3 045 kvadratkilometer och landytan utgjordes av 2 690  kvadratkilometer.  I Finlands NUTS-indelning representerar regionen nivån LAU 1 (f.d. NUTS 4), och dess nationella kod är 051.

## Förteckning över kommuner
Tavastehus ekonomiska region består av följande tre kommuner: 
- Tavastehus stad
- Janakkala kommun
- Hattula kommun

Samtliga kommuners språkliga status är enspråkigt finska.